# Trzech Króli (zespół muzyczny)
Trzech Króli – polska grupa muzyczna, której założycielami są Qry, Przemek Pro i Bartek Kubicki.

## Historia
Grupa została zapoczątkowana od podróży z Krakowa do Afryki Fiatem Multiplą. Podróż zakończyła się sukcesem i dotarciem przez zespół na Saharę. 5 maja 2023 roku Trzech Króli wydali debiutancki album zatytułowany „Afryka”, który był inspirowany ich podróżą.

## Skład zespołu
| Obecny skład   | Obecny skład             | Obecny skład |
| Członek        | Rola                     | Aktywności   |
| -------------- | ------------------------ | ------------ |
| Qry            | wokal, realizator wokali | od 2023      |
| Przemek Pro    | wokal                    | od 2023      |
| Bartek Kubicki | wokal                    | od 2023      |

## Dyskografia
- Afryka (2023)
- Ameryka (2024)

## Trasy koncertowe
- Afryka Tour (Polska, 2023)[4][5][6]
- Ameryka Tour (Polska, 6 września – 6 października 2024)[7][8][9]

### Występy gościnne
- Ekipa Festiwal (Polska, 16 czerwca 2024)[10][11]